# Parque Jurásico: El videojuego
Jurassic Park: The Game es un videojuego de formato aventura gráfica y de acción-aventura basado en la famosa franquicia Jurassic Park. La intención de crear un juego de esta franquicia fue anunciada en junio de 2010. En abril de 2011 se confirmó el desarrollo de este videojuego y el 15 de noviembre fue lanzado al mercado para PC, Macintosh, PlayStation 3 y Xbox 360.
Los hechos inician un día antes y finalizan al día siguiente de lo que ocurre en la película. Entran en escena dinosaurios, personajes y lugares no presentados en el filme original.
- Datos: Q2368168